# Georg Groddeck
Pour les articles homonymes, voir Groddeck.
Georg Walter Groddeck, né le 13 octobre 1866 à Bad Kösen (sur la Saale) et mort le 11 juin 1934 à Knonau, près de Zurich, est un médecin et psychothérapeute allemand. Il n'appartenait pas au premier cercle des psychanalystes mais Freud a pu en dire qu'il était un « analyste incomparable ». Au congrès psychanalytique de la Haye en 1920, Groddeck s'est défini lui-même ainsi : « Je suis un analyste sauvage », expression devenue ensuite célèbre dans le mouvement. Il est un fidèle ami de Sándor Ferenczi, et est également le premier psychosomaticien qui ait intégré la psychanalyse à cette discipline.

## Biographie
Groddeck naît en Saxe, fils d'un médecin réputé admirateur de Bismarck. Il a quatre frères et sœurs, qui mourront tous de maladies organiques.
D'abord élève de l’École régionale de Pforta, Groddeck entreprend des études de médecine à Berlin. En 1900 il ouvre, avec sa sœur Lina et sa première femme Else von Goltz-Neumann, un sanatorium de quinze lits à Baden-Baden. Il y soigne ses patients par des régimes alimentaires, hydrothérapie, massages et entretiens psychothérapeutiques. Pendant la Première Guerre mondiale, médecin militaire, il a la charge de blessés de guerre dans un hôpital de la Croix-Rouge. Il utilise avec les soins à prodiguer aux malades organiques l’hydrothérapie, les régimes, les massages, la psychanalyse à laquelle il s'intéresse. Il réalise ainsi des traitements psychanalytiques auprès de soldats souffrant d'affections organiques de guerre. L'un des cas que l'on trouve dans plusieurs écrits est celui d'un patient souffrant de sclérodermie. Ce patient craignait la guerre tout en la désirant, décède au front. La durée du traitement de ce patient implique des changements dans la façon de soigner que l'on peut voir à travers l'étude de ce cas. Groddeck meurt en Suisse.

## Influence
Groddeck entretient une correspondance avec Sigmund Freud. Il n'accepte pas toute la métapsychologie, mais s'intéresse à la résistance, à la sexualité psychique, en vue de guérir des maladies organiques.
Il est un psychothérapeute original pour l'époque, et convaincu de l'importance du rôle de l'inconscient, plus particulièrement de l'instance appelée le « Ça », que Freud appelle le Es, dans la genèse des troubles somatiques courants.
En 1923, il publie le Livre du ça, dans lequel il met en scène sa correspondance avec Freud à travers des lettres fictives adressées à une amie. Il y reprend certains concepts analytiques freudiens et introduit un concept du ça que Freud modifiera par la suite, écrivant, en réponse, Le Moi et le Ça. Pour Groddeck, toute maladie organique est en fait psychosomatique. « Le corps et l'esprit sont une entité qui héberge un Ça, une puissance par laquelle nous sommes vécus alors que nous pensons vivre », explique-t-il.
Vers la fin de sa vie, plusieurs collègues et admirateurs le prient de créer une école pour promouvoir ses idées. Cette requête le fit rire et il dit : « Les disciples aiment que leur maître reste immobile, tandis que je prends pour un imbécile celui qui souhaiterait que je dise demain la même chose qu'hier. Si vous voulez vraiment me succéder, regardez la vie par vous-même et dites honnêtement au monde ce que vous voyez. »

## Publications
- Le Chercheur d’âme, 1921, Gallimard 1982.  (ISBN 2-07-022615-8)
- Le Livre du ça, 1923, Gallimard 1963, collection "Bibliothèque des Idées".  (ISBN 2-07-029389-0), réédité en novembre 1973 dans la collection "Connaissance de l'Inconscient", puis dans la collection Tel (numéro 3) en 1976, où l'on peut lire une introduction de Roger Lewinter

("L'Art de l'enfance") en plus de la préface de Lawrence Durrell, [lire en ligne], sur le site de l'UQAC, Les classiques des sciences sociales.
- Ça et moi, préface de Roger Lewinter, Gallimard, 1977.
- La Maladie, l’art et le symbole, Gallimard, 1985.
- Conférences psychanalytiques à l’usage des malades, traduites de l'allemand par Roger Lewinter, trois volumes. Volume 1 : Conférences 1 à 40 (16 août 1916 – 23 mai 1917), éd. Champ Libre, Paris, 1978. Volume 2 : Conférences 41 à 80 (30 mai 1917 - 20 mars 1918), Champ Libre, 1979. Volume 3 : Conférences 81 à 115 (27 mars 1918 – 2 avril 1919), Champ Libre, 1981.
- L’Être humain comme symbole, traduit de l’allemand et préfacé par Roger Lewinter, éditions Ivrea, Paris, 1991
- Écrits de jeunesse, ce volume comprend des textes tels que Un problème de femme et Le Pasteur de Langewiesche, traduits de l'allemand et présentés par Roger Lewinter, éditions Ivrea, Paris, 1992
- S. Ferenczi, G. Groddeck, Correspondance, 1921–1933, Paris, Payot, 1975